# Drugi triumvirat
| Antonij Lepid Oktavijan Triumvirji skupaj | Sekst Pompej Brut in Kasij Rimska odvisna kraljestva Ptolemajski Egipt |

Drugi triumvirat je naziv za uradno politično zvezo Oktavijana (kasneje znanega kot Avgust), Marka Emilija Lepida in Marka Antonija, ki je bila ustanovljena 26. novembra 43 pr. n. št. z zakonom Lex Titia. Zveza je trajala dva petletna mandata (43 pr. n. št.-33 pr. n. št.) in je pomenila konec Rimske republike.
Drugi triumvirat je bil v nasprotju s prvim triumviratom uradna, z zakonom ustanovljena institucija, katere pooblastila (imperium maius) so presegala pooblastila drugih magistratov, vključno s konzuli.

## Zgodovina
Oktavijan je kljub svoji mladosti od Senata izsilil položaj nadomestnega konzula (consul suffectus) za leto 43 pr. n. št.. V severni Italiji se je vojskoval z Markom Antonijem in Lepidom, a se je kljub temu oktobra 43 pr. n. št. z njima sestal pri Bononiji, sedanji Bologni, in se dogovoril, da skupaj prevzamejo oblast v državi.
Triumvirat je bil uradno ustanovljen leta 43 pr. n. št. kot Triumviri Rei Publicae Constituendae Consulari Potestate (Triumvirat za upravljanje Republike s konzulskimi pooblastili), skrajšano "III VIR RPC". Triumvirji so imeli vrhovno politično oblast. Edini državni funkcionar, ki je bil kdaj prej pooblaščen "za upravljanje Republike", je bil diktator Lucij Kornelij Sula. Edina zakonska omejitev triumvirjev je bil njihov petletni mandat.
Z zgodovinskega stališča je bil triumvirat nenavaden: bil je direktorat treh mož z diktatorskimi pooblastili, med katerimi je bil Mark Antonij, ki je kot konzul za leto 44 pr. n. št. sprejel zakon Lex Antonia, s katerim je ukinil diktaturo in jo izbrisal iz republiške ustave. Tako kot pred njimi diktatorja Sula in Julij Cezar tudi triumvirji niso videli nobenega neskladja med svojim nadkonzulskim in istočasnim konzulskim položajem (Lepid je bil konzul leta 42 pr. n. št., Mark Antonij leta 34 pr. n. št., Oktavijan pa leta 33 pr. n. št.).
Da bi napolnili izpraznjeno državno blagajno, so se zatekli k javnemu obtoževanju in preganjanju svojih idejnih nasprotnikov. Ker so bili vsi trije Cezarjevi privrženci, je bila izbira žrtev precej čudna. Najbolj vidna žrtev je bil Mark Tulij Cicero, ki je bil Cezarjev nasprotnik in je v svoji filipiki ostro kritiziral Marka Antonija, zato njegova izbira ni bila nenavadna. Enako je veljalo za Marka Favonija, Katonovega privrženca in vztrajnega nasprotnika obeh triumviratov. Preganjanje Cezarjevega legata Kvinta Tulija Cicerona, mlajšega brata Marka Tulija Cicerona, je očitno spodbudila gola mržnja. Najbolj šokantno je bilo verjetno preganjanje  Cezarjevega legata in bratranca Lucija Julija Cezarja, ki je bil hkrati Mark Antonijev stric in eden od Cezarjevih najboljših prijateljev. Kvint Pedij, Oktavijanov bratranec in  konzulski kolega za tisto leto, je umrl še preden so se javne obtožbe začele.  
Oktavijan je kmalu zatem odstopil in omogočil imenovanje drugega para nadomestnih konzulov za tiso leto. Prvi par konzulov sta bila Cezarjev legat Avl Hircij in Gaj Vibij Pansa Ketronijan. Oba sta umrla v državljanski vojni po Cezarjevi smrti, v kateri sta se na Senatovi strani vojskovala proti Marku Antoniju. Menjavanje konzulov je postalo stalna praksa, tako da se je v desetih letih triumvirata na konzulskih položajih namesto pričakovanih 20 zvrstilo kar 42 konzulov.
Triumvirji so kot Cezarjevi pristaši takoj po koncu prve sprožili novo državljansko vojno, v kateri so obračunali s Cezarjevima morilcema Markom Junijem Brutom in Gajem Kasijem Longinom in si prilastili oblast v večini vzhodnih provinc, vključno z Makedonijo, Malo Azijo in Sirijo. Leta 42 pr. n. št. sta Oktavijan in Antonij porazila Bruta in Kasija v dveh bitkah pri Filipih. 
Po bitki so province razdelili v interesne sfere. Oktavijan, ki se je po Cezarjevem pobóženju in naslavljanju z "Divus Julius" (božanski Julij) začel naslavljati z "Divi filius" (sin božanstva), se je zdaj začel naslavljati preprosto s cesar imperator. Prevzel je oblast na zahodu cesarstva, Mark Antonij na vzhodu in Lepid v Hispaniji in Afriki. Delitev so uzakonili septembra 40 pr. n. št. Brindizijsko pogodbo.
Medtem ko je Mark Antonij utrdil svojo oblast na vzhodu in reformiral upravo provinc, je Oktavijan s trdo roko zavladal na zahodu in uradno vodil pohod proti roparskemu poveljniku Sekstu Pompeju (pohod je v resnici vodil njegov pribočnik Mark Vipsanij Agripa), ki se je končal z zmago leta 36 pr. n. št.. Agripa je 36. pr. n. št. postal konzul, s čimer je zagotovil podaljšanje triumvirata za naslednji petletni mandat.
Drugi triumvirat je, tako kot prvi, nazadnje postal nestabilen in ni mogel vzdržati notranjih ljubosumij in častihlepnosti. Mark Antonij je sovražil Oktavijana in je večino časa preživel na vzhodu. Lepid je bil bolj naklonjen Antoniju, vendar se je počutil odrinjenega, četudi je leta 43 pr. n. št. nasledil Cezarja kot pontifex maximus. Lepid je kljub temu sodeloval v Oktavijanovem pohodu proti Pompeju, sinu Gneja Pompeja Magna, vendar je  nespametno zahteval nadzor nad Oktavijanovimi zmagovitimi legijami.  Oktavijan ga je zato enostransko izločil iz triumvirata, vendar mu je dovolil, do obdrži pontifikat. 

### Vojna med Oktavijanom in Markom Antonijem
Mark Antonij je kljub temu, da je bil od leta 40 pr. n. št. poročen z Oktavijanovo sestro Oktavijo, v Aleksandriji odkrito živel s Kleopatro VII. Egipčansko in imel z njo otroke. Oktavijanu je zato kot mojstru propagande uspelo obrniti javno mnenje  proti svojemu kolegu. Ko se je triuviratu leta 33 pr. n. št. iztekel drugi mandat, je Mark Antonij še naprej uporabljal naslov triumvir, Oktavijan, ki se je želel odmakniti od Marka Antonija, pa je naslov opustil. 
Oktavijan se je  na nezakonit način dokopal do Mark Antonijeve oporoke in jo leta 32 pr. n. št. javno objavil. Mark Antonij je v oporoki svojo zapuščino zapustil svojim otrokom s Kleopatro in dal navodila za prevoz svojega trupla v Aleksandrijo in pogreb. Rim je bil ogorčen. Senat je napovedal vojno Kleopatri in ne Marku Antoniju, ker ni želel, da bi jo prebivalci imeli za novo državljansko vojno. 
Oktavijanova vojska je v bitki pri Akciju septembra 31 pr. n. št. prepričljivo premagala Mark Antonijevo in Kleopatrino vojsko in mu odprla pot do Egipta. Mark Antonij in Kleopatra sta v Aleksandriji naredila samomor in Oktavijan je osebno prevzel oblast nad Egiptom in Aleksandrijo. Egipčanski letopisi ga omenjajo kot faraona in Kleopatrinega naslednika. 
Oktavijanov zaveznik Gaj Mecena je leta 31 pr. n. št. preprečil zaroto, ki naj bi jo organiziral Lepidov sin. Po popolnem porazu Marka Antonija in  marginalizaciji Lepida je Oktavijan leta 27. pr. n. št. postal avgust  in izključni vladar rimskega sveta. Postal je prvi rimski cesar in začetnik principata, ki je trajal do leta 182.